# Hérouvillette
Hérouvillette est une commune française, située dans le département du Calvados en région Normandie.

## Géographie

### Localisation
Le bourg normand périurbain du Pays de Caen d'Hérouvillette se trouve à 1 km de celui de Ranville. 
Il se trouve dans l'aire d'attraction de Caen, dans sa zone d'emploi et dans son bassin de vie, ainsi que dans l'Aire urbaine de Ranville.

### Communes limitrophes
Les communes limitrophes sont Bréville-les-Monts, Colombelles, Escoville et Ranville.
| Ranville    | Ranville               | Bréville-les-Monts |
| Ranville    | Hérouvillette          | Escoville          |
| Colombelles | Colombelles, Escoville | Escoville          |

### Géologie et relief
La superficie de la commune est de 4,00 km2 ; son altitude varie de 8  à   45 mètres. 

### Hydrographie
La commune est située dans le bassin Seine-Normandie. Elle est drainée par l'Aiguillon,, un affluent du fleuve côtier l'Orne.

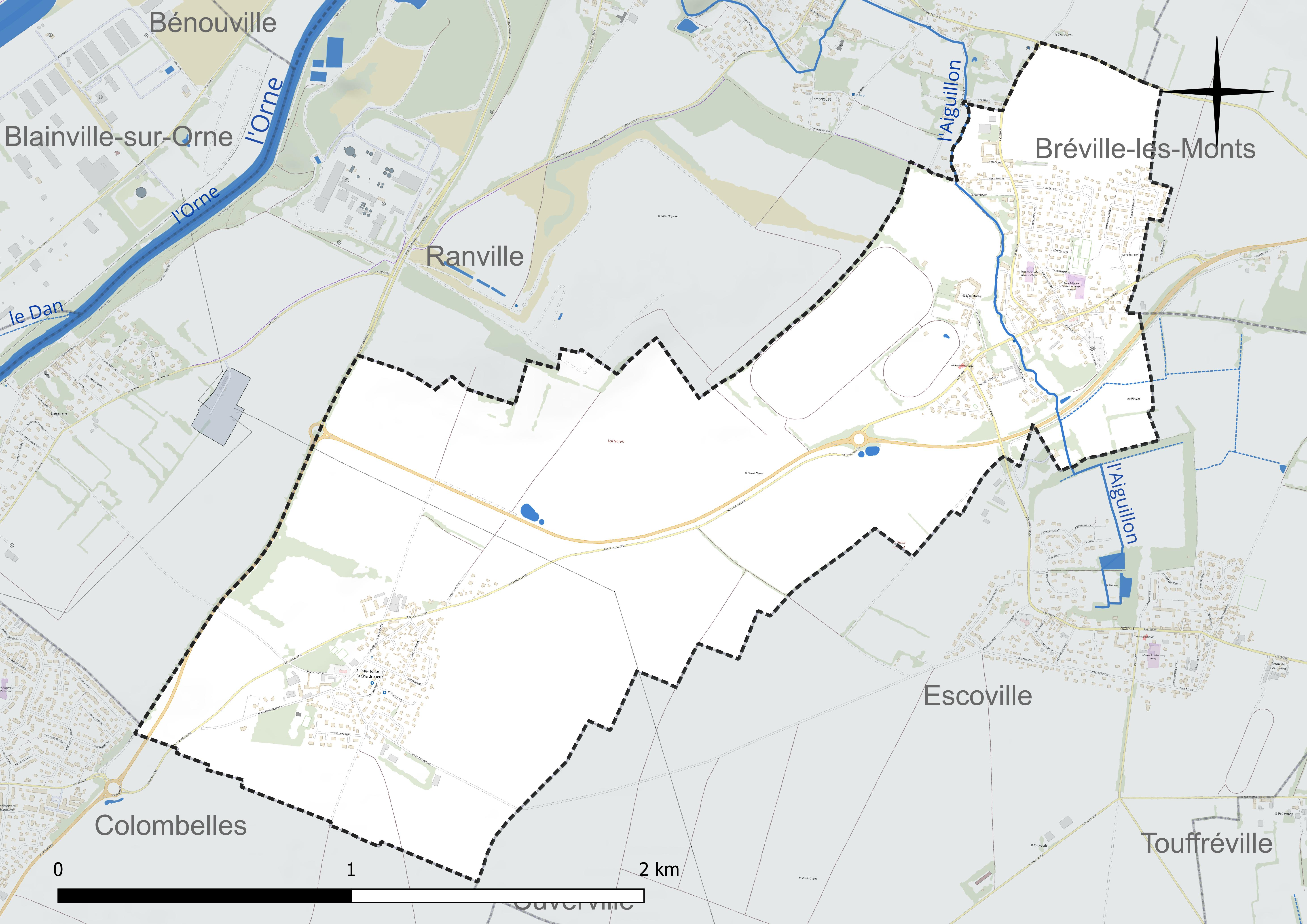
Réseau hydrographique d'Hérouvillette.

### Climat
Pour des articles plus généraux, voir Climat de la Normandie et Climat du Calvados.
En 2010, le climat de la commune est de type climat océanique altéré, selon une étude du CNRS s'appuyant sur une série de données couvrant la période 1971-2000. En 2020, Météo-France publie une typologie des climats de la France métropolitaine dans laquelle la commune est exposée à un climat océanique et est dans la région climatique  Normandie (Cotentin, Orne), caractérisée par une pluviométrie relativement élevée (850 mm/a) et un été frais (15,5 °C) et venté. Parallèlement le GIEC normand, un groupe régional d'experts sur le climat, différencie quant à lui, dans une étude de 2020, trois grands types de climats pour la région Normandie, nuancés à une échelle plus fine par les facteurs géographiques locaux. La commune est, selon ce zonage, exposée à un « climat des plateaux abrités », correspondant à la plaine agricole de Caen à Falaise, sous le vent des collines de Normandie et proche de la mer, se caractérisant par une pluviométrie et des contraintes thermiques modérées.
Pour la période 1971-2000, la température annuelle moyenne est de 10,7 °C, avec une amplitude thermique annuelle de 12,2 °C. Le cumul annuel moyen de précipitations est de 684 mm, avec 11,6 jours de précipitations en janvier et 7,3 jours en juillet. Pour la période 1991-2020, la température moyenne annuelle observée sur la station météorologique la plus proche, située sur la commune de Sallenelles à 5 km à vol d'oiseau, est de 11,8 °C et le cumul annuel moyen de précipitations est de 735,8 mm,. Pour l'avenir, les paramètres climatiques de la commune estimés pour 2050 selon différents scénarios d'émission de gaz à effet de serre sont consultables sur un site dédié publié par Météo-France en novembre 2022.

## Urbanisme

### Typologie
Au 1er janvier 2024, Hérouvillette est catégorisée ceinture urbaine, selon la nouvelle grille communale de densité à 7 niveaux définie par l'Insee en 2022.
Elle appartient à l'unité urbaine de Ranville, une agglomération intra-départementale dont elle est ville-centre,. 
Par ailleurs la commune fait partie de l'aire d'attraction de Caen, dont elle est une commune de la couronne,. Cette aire, qui regroupe 296 communes, est catégorisée dans les aires de 200 000 à moins de 700 000 habitants,.

### Occupation des sols

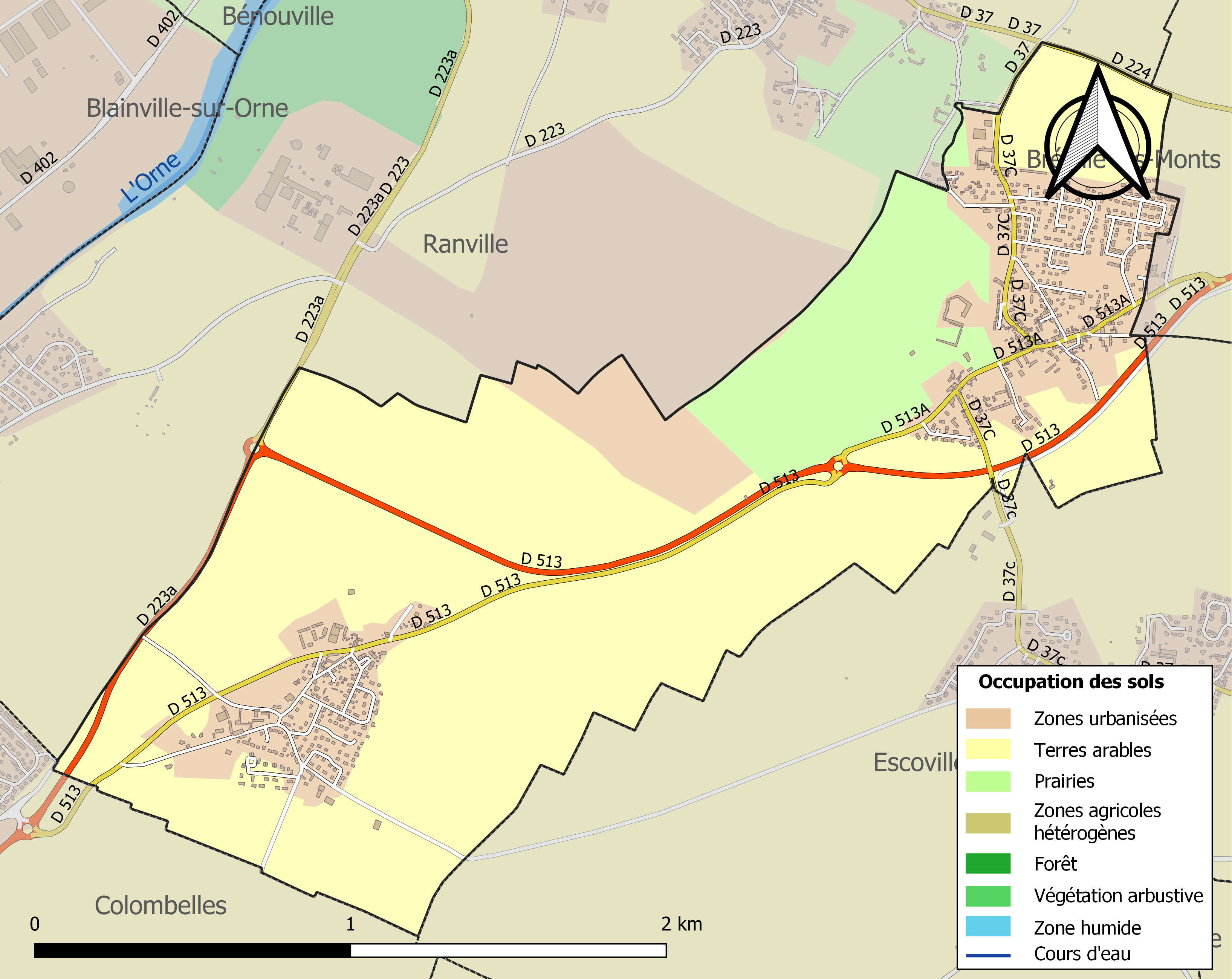
Carte des infrastructures et de l'occupation des sols de la commune en 2018 (CLC).

L'occupation des sols de la commune, telle qu'elle ressort de la base de données européenne d'occupation biophysique des sols Corine Land Cover (CLC), est marquée par l'importance des territoires agricoles (77,9 % en 2018), en diminution par rapport à 1990 (83,5 %).
La répartition détaillée en 2018 est la suivante : terres arables (66,5 %), zones urbanisées (18,1 %), prairies (11,3 %), mines, décharges et chantiers (4 %).
L'évolution de l'occupation des sols de la commune et de ses infrastructures peut être observée sur les différentes représentations cartographiques du territoire : la carte de Cassini (XVIIIe siècle), la carte d'état-major (1820-1866) et les cartes ou photos aériennes de l'IGN pour la période actuelle (1950 à aujourd'hui).

### Lieux-dits, hameaux et écarts
La commune compte un hameau, Sainte-Honorine-la-Chardonnette.

### Habitat et logement
En 2021, le nombre total de logements dans la commune était de 595, alors qu'il était de 510 en 2016 et de 442 en 2011. 
Parmi ces logements, 92,5 % étaient des résidences principales, 0,9 % des résidences secondaires et 6,7 % des logements vacants. Ces logements étaient pour 94 % d'entre eux des maisons individuelles et pour 5,8 % des appartements. 
Le tableau ci-dessous présente la typologie des logements à Hérouvillette en 2021 en comparaison avec celle du Calvados et de la France entière. Une caractéristique marquante du parc de logements est ainsi la faible proportion des résidences secondaires et logements occasionnels (0,9 %) par rapport au département (17,8 %) et à la France entière (9,7 %). 
| Typologie                                               | Hérouvillette | Calvados | France entière |
| ------------------------------------------------------- | ------------- | -------- | -------------- |
| Résidences principales (en %)                           | 92,5          | 75,5     | 82,2           |
| Résidences secondaires et logements occasionnels (en %) | 0,9           | 17,8     | 9,7            |
| Logements vacants (en %)                                | 6,7           | 6,6      | 8,1            |

### Voies de communication et transports
La commune est desservie par la RD 513, une route fréquentée reliant Caen à Cabourg. Une déviation, inaugurée en 2018, permet d'éviter les secteurs urbanisés.

## Toponymie
Le nom de la localité est attesté sous la forme Herulfi villula en 1128. Le toponyme est dérivé de celui d'Hérouville à quelques kilomètres à l'ouest. Il s'agit donc du « petit domaine rural d'Herulf » (anthroponyme germanique) ou simplement du « petit Hérouville ».
Le gentilé est Hérouvillettois.

## Histoire

### Antiquité
Un sanctuaire gallo-romain datant des Ier et IIe siècles a été mis au jour à proximité du bourg de Sainte-Honorine-la-Chardonnette. Un chemin en pierre permettait d'accéder au site, fait assez rare car les chemins étaient plutôt en terre. Il s'agissait très probablement d'un temple pour plusieurs communautés ou villas. Par ailleurs l'archéologie a démontré une continuité chronologique et spatiale d'occupation du territoire avec une ferme gallo-romaine qui succède à une ferme de l'âge du fer,.

### Révolution française et Empire

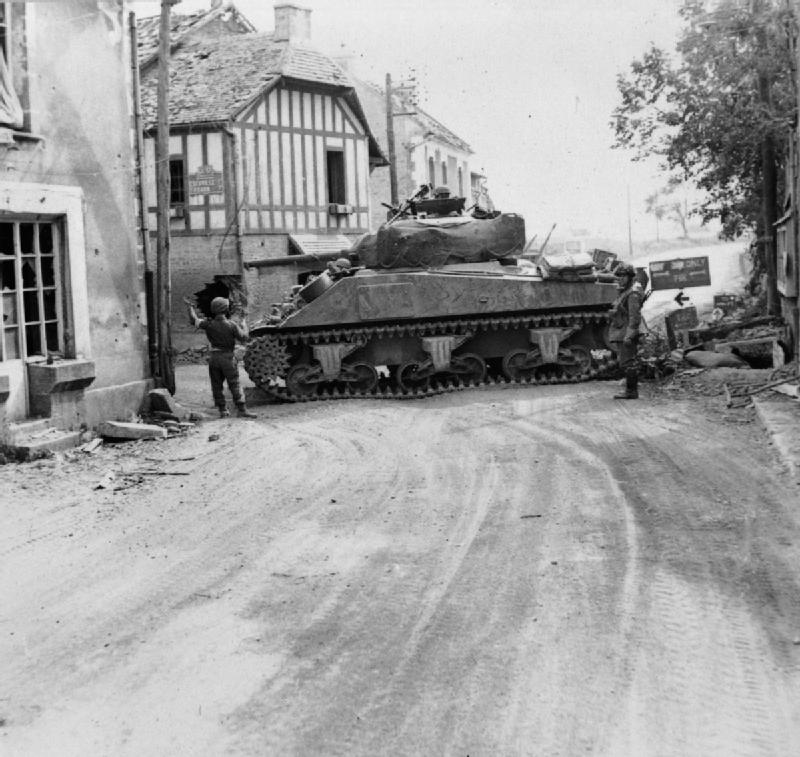
Un char Sherman à Hérouvillette lors de la bataille de Normandie.

Lors de la création des communes sous la Révolution, les paroisses d'Hérouvillette et de Sainte-Honorine-la-Chardonnette sont associées dans une seule commune.

### Époque contemporaine
Lors de la Seconde Guerre mondiale, au cours de la bataille de Normandie, Hérouvillette est libérée lors de l'opération Tonga, au soir du 6 juin 1944.
Dans la seconde moitié du XXe siècle, des lotissements sont aménagés autour du bourg d'Hérouvillette et le hameau du Mariquet, à la limite avec Ranville, est rattaché au tissu urbain.

## Politique et administration

### Rattachements administratifs et électoraux

#### Rattachements administratifs
La commune se trouvait depuis 1801 dans l'arrondissement de Caen du département du Calvados. Le 1er janvier 2017, la commune en est détachée pour intégrer celui de Lisieux,.  
Elle faisait partie de 1801 à 1982 du canton de Troarn, année où elle intègre le canton  de Cabourg. Dans le cadre du redécoupage cantonal de 2014 en France, cette circonscription administrative territoriale a disparu, et le canton n'est plus qu'une circonscription électorale.

#### Rattachements électoraux
Pour les élections départementales, la commune fait partie depuis 2014 d'un nouveau canton de Cabourg porté de 13 à 34 communes.
Pour l'élection des députés, elle fait partie de la quatrième circonscription du Calvados.

### Intercommunalité
Hérouvillette était membre de la communauté de communes Campagne et Baie de l'Orne (CABALOR), un établissement public de coopération intercommunale (EPCI) à fiscalité propre créé fon 1997 et auquel la commune avait transféré un certain nombre de ses compétences, dans les conditions déterminées par le code général des collectivités territoriales.
Dans le cadre des dispositions de la loi portant nouvelle organisation territoriale de la République du 7 août 2015, qui prévoit que les établissements publics de coopération intercommunale (EPCI) à fiscalité propre doivent avoir un minimum de 15 000 habitants, cette intercommunalité a fusionné avec ses voisines pour former, le 1er janvier 2017, la communauté de communes Normandie-Cabourg-Pays d'Auge, dont est désormais membre la commune.

### Administration municipale
Compte tenenu de la population de la commune, son conseil municipal est composé de quinze membres dont le maire et ses adjoints.

### Liste des maires
| Période                                  | Période                    | Identité                                 | Étiquette | Qualité                                                                                    |
| ---------------------------------------- | -------------------------- | ---------------------------------------- | --------- | ------------------------------------------------------------------------------------------ |
| Les données manquantes sont à compléter. |                            |                                          |           |                                                                                            |
| 1787                                     |                            | Jacques Duhomme                          |           |                                                                                            |
| 1789                                     |                            | Jean-François Picard                     |           |                                                                                            |
|                                          | 1815                       | Jean Provosts                            |           |                                                                                            |
| 1815                                     | 1830                       | Adolphe Henry Aimé de Thomas de Labarthe |           |                                                                                            |
|                                          |                            | Prosper Duparc                           |           |                                                                                            |
|                                          |                            |                                          |           |                                                                                            |
|                                          | 1901                       | Édouard d'Argenton                       |           | Propriétaire du château de Sainte-Honorine Conseiller d'arrondissement du canton de Troarn |
| 1901                                     | 1910                       | Raoul Ballière                           |           |                                                                                            |
| 1910                                     | 1919                       | René Ballière                            |           |                                                                                            |
| 1919                                     | 1945                       | Henri Ballière                           |           |                                                                                            |
| 1945                                     | 1965                       | Pierre Chiltz                            |           |                                                                                            |
| 1965                                     | 1977                       | Alain Quillet                            |           |                                                                                            |
| 1977                                     | 1980                       | Michel Le Moux                           |           |                                                                                            |
| 1980                                     | mars 2001                  | Armand Delprete                          |           |                                                                                            |
| mars 2001                                | avril 2014                 | Jean-François Bourdeau                   |           | Retraité                                                                                   |
| avril 2014                               | décembre 2016              | Laurent Adam                             | SE        | Garagiste Démissionnaire                                                                   |
| décembre 2016                            | mars 2025                  | Martine Patourel                         | SE        | Ancienne directrice de l'école maternelle retraitée Démissionnaire                         |
| mars 2025                                | En cours (au 28 mars 2025) | Didier Del Prete                         |           | Technicien frigoriste retraité                                                             |

## Population et société

### Démographie
L'évolution du nombre d'habitants est connue à travers les recensements de la population effectués dans la commune depuis 1793. Pour les communes de moins de 10 000 habitants, une enquête de recensement portant sur toute la population est réalisée tous les cinq ans, les populations de référence des années intermédiaires étant quant à elles estimées par interpolation ou extrapolation. Pour la commune, le premier recensement exhaustif entrant dans le cadre du nouveau dispositif a été réalisé en 2008.

En 2022, la commune comptait 1 353 habitants, en évolution de +10,36 % par rapport à 2016 (Calvados : +1,58 %, France hors Mayotte : +2,11 %).
| 1793 | 1800 | 1806 | 1821 | 1831 | 1841 | 1846 | 1851 | 1856 |
| ---- | ---- | ---- | ---- | ---- | ---- | ---- | ---- | ---- |
| 489  | 538  | 550  | 448  | 497  | 502  | 510  | 505  | 513  |

| 1861 | 1866 | 1872 | 1876 | 1881 | 1886 | 1891 | 1896 | 1901 |
| ---- | ---- | ---- | ---- | ---- | ---- | ---- | ---- | ---- |
| 498  | 487  | 469  | 438  | 437  | 424  | 415  | 406  | 422  |

| 1906 | 1911 | 1921 | 1926 | 1931 | 1936 | 1946 | 1954 | 1962 |
| ---- | ---- | ---- | ---- | ---- | ---- | ---- | ---- | ---- |
| 414  | 412  | 477  | 493  | 460  | 454  | 459  | 479  | 606  |

| 1968 | 1975 | 1982 | 1990  | 1999  | 2006  | 2008  | 2013  | 2018  |
| ---- | ---- | ---- | ----- | ----- | ----- | ----- | ----- | ----- |
| 810  | 806  | 765  | 1 190 | 1 119 | 1 103 | 1 098 | 1 160 | 1 323 |

| 2022  | - | - | - | - | - | - | - | - |
| ----- | - | - | - | - | - | - | - | - |
| 1 353 | - | - | - | - | - | - | - | - |

### Manifestations culturelles et festivités
La douzième édition du Festival Beauregard, considéré comme le premier événement musical de Normandie, a eu lieu juillet 2022.

## Culture locale et patrimoine

### Lieux et monuments
- Église de la Nativité-de-Notre-Dame du XIVe siècle.
- Église Sainte-Honorine de Sainte-Honorine-la-Chardronnette du XVIIIe siècle.
- Lavoir sur l'Aiguillon.

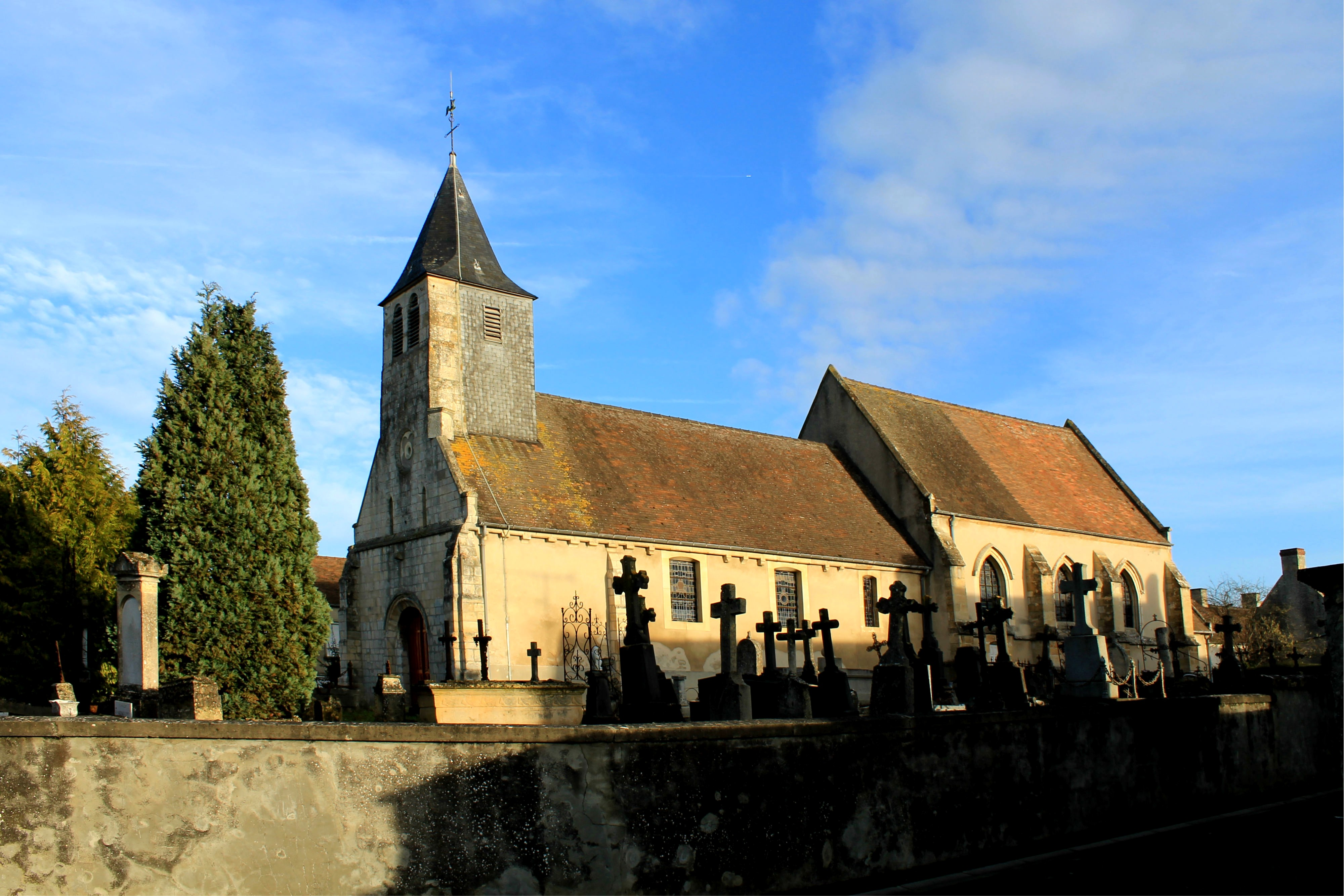
L'église de la Nativité-de-Notre-Dame.
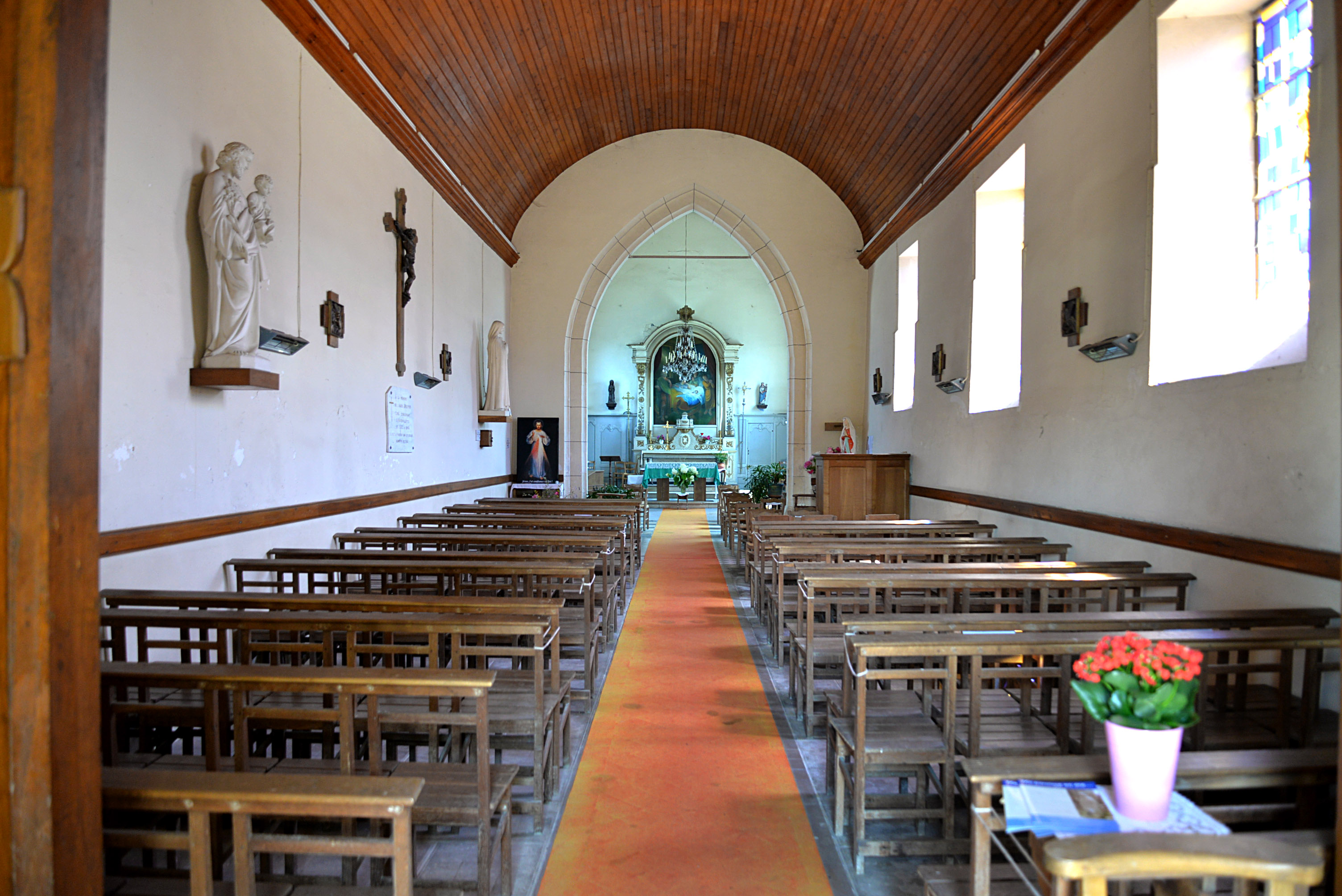
La nef de l'église de la Nativité-de-Notre-Dame.
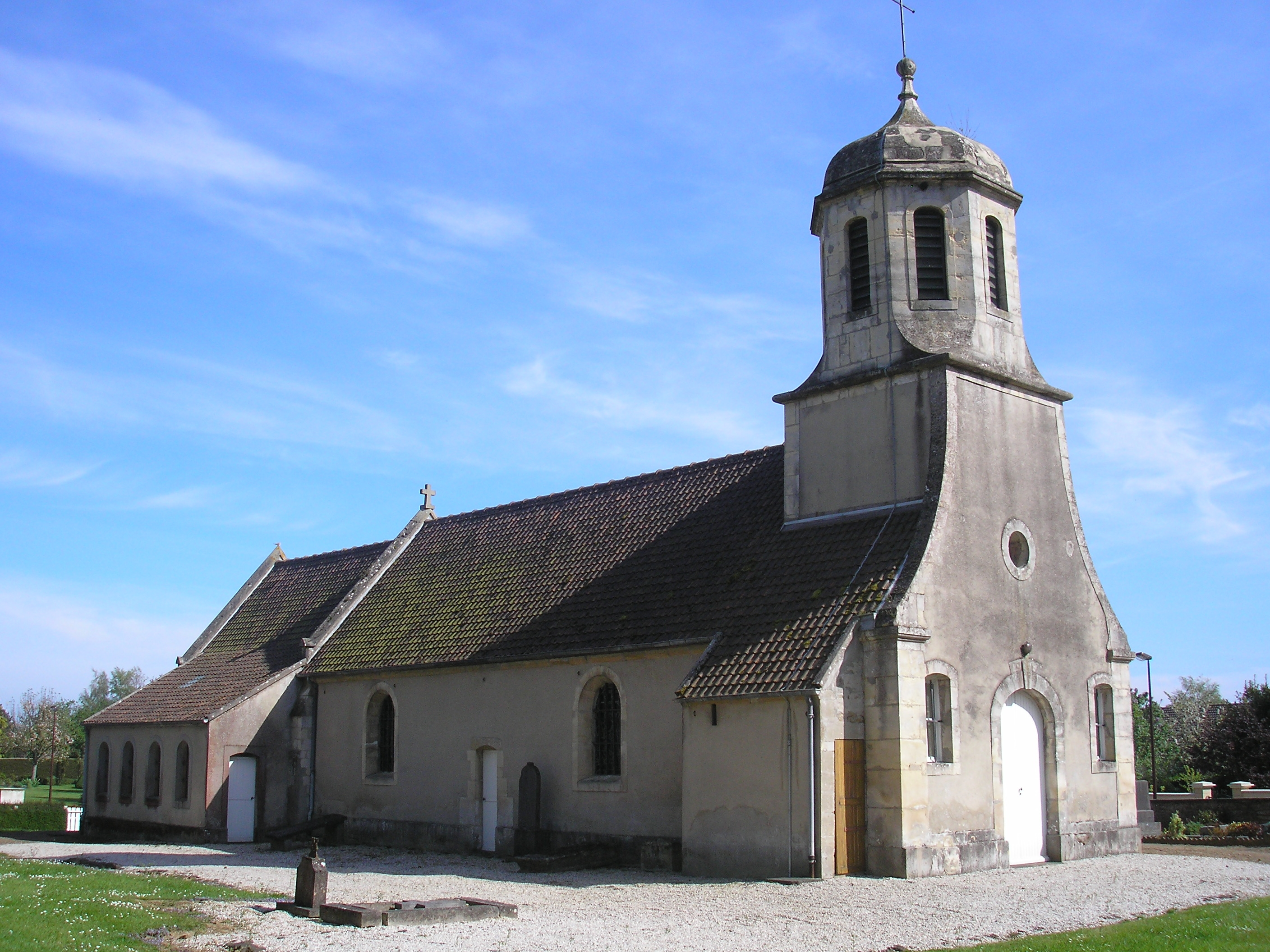
L'église Sainte-Honorine.
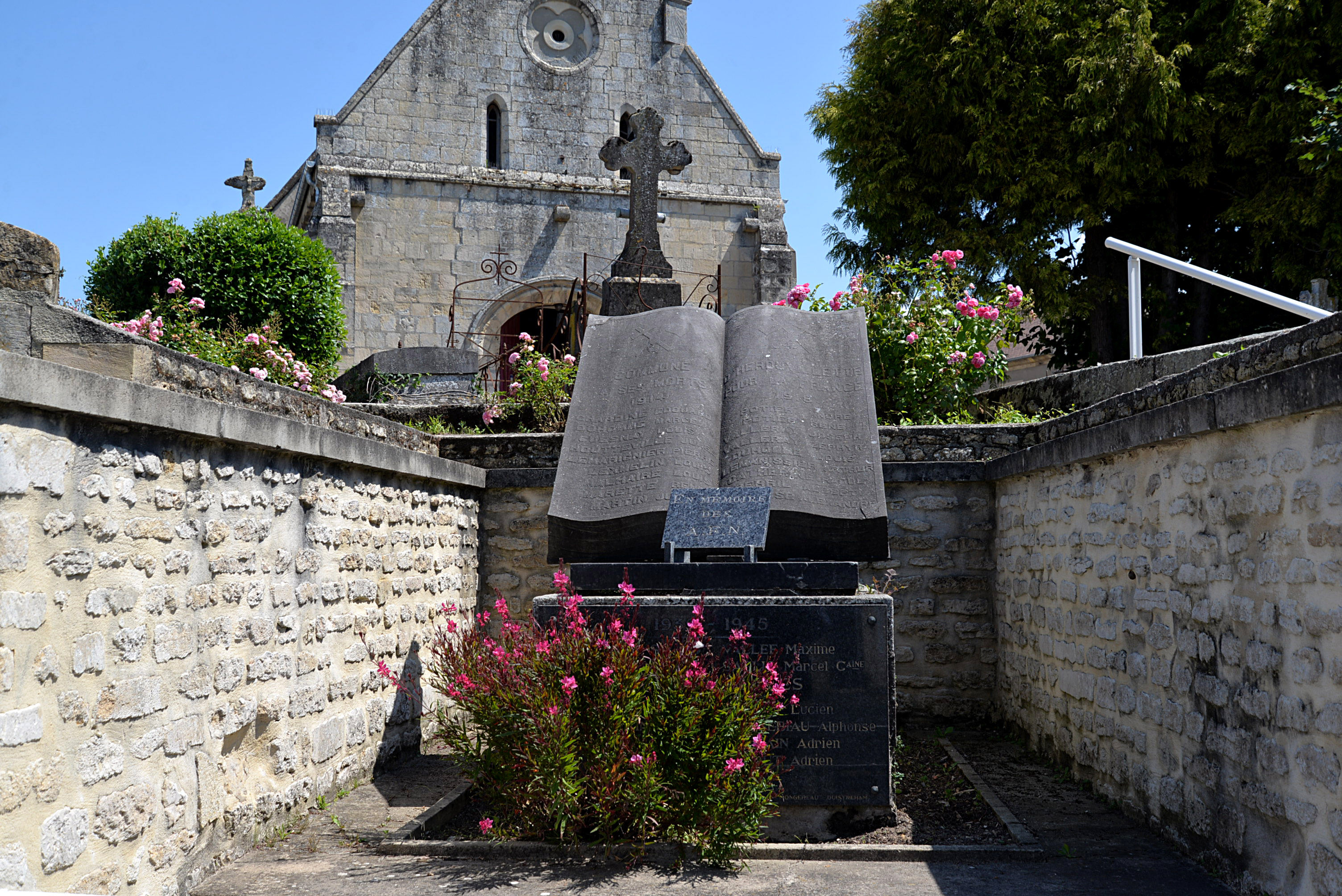
Le monument aux morts.

### Personnalités liées à la commune
- Claude Hettier de Boislambert (Hérouvillette, 1906 - 1986), résistant, compagnon de la Libération, y est né.

## Pour approfondir